# Elliott H. Levitas

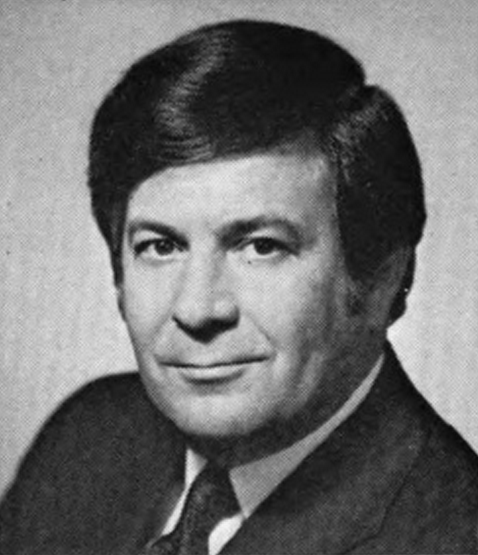
Elliott H. Levitas

Elliott Harris Levitas (* 26. Dezember 1930 in Atlanta, Georgia; † 16. Dezember 2022 ebenda) war ein US-amerikanischer Politiker. Zwischen 1975 und 1985 vertrat er den Bundesstaat Georgia im US-Repräsentantenhaus.

## Werdegang
Elliott Levitas besuchte die Boys High School in seiner Heimatstadt Atlanta und studierte danach bis 1952 an der dortigen Emory University. Zwischen 1955 und 1958 diente er in der US-Luftwaffe. Nach einem Jurastudium an der University of Oxford in England sowie der University of Michigan und seiner Zulassung als Rechtsanwalt begann er in Atlanta in seinem neuen Beruf zu arbeiten. Politisch schloss sich Levitas der Demokratischen Partei an. Zwischen 1965 und 1974 saß er als Abgeordneter im Repräsentantenhaus von Georgia. Im Jahr 1964 war er Delegierter zur Democratic National Convention, auf der Präsident Lyndon B. Johnson zur Wiederwahl nominiert wurde.
Bei den Kongresswahlen des Jahres 1974 wurde Levitas im vierten Wahlbezirk von Georgia in das US-Repräsentantenhaus in Washington, D.C. gewählt, wo er am 3. Januar 1975 die Nachfolge des Republikaners Benjamin B. Blackburn antrat. Nach vier Wiederwahlen konnte er bis zum 3. Januar 1985 fünf Legislaturperioden im Kongress absolvieren. Bei den Wahlen des Jahres 1984 unterlag Levitas dem republikanischen Kandidaten Pat Swindall. Danach zog er sich aus der Politik zurück. Zuletzt lebte er in Atlanta, wo er im Dezember 2022, wenige Tage vor seinem 92. Geburtstag starb.

## Einzelnachweis
1. ↑  -: Elliott Levitas. In: legacy.com. 20. Dezember 2022, abgerufen am 20. Dezember 2022 (amerikanisches Englisch).